# Franciszek Smuglewicz

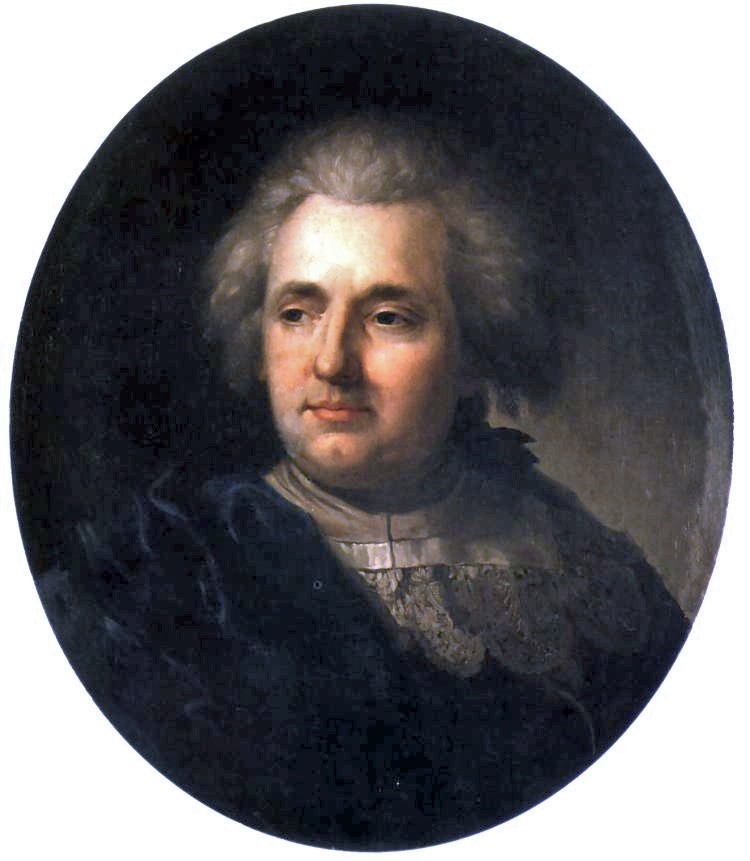
Franciszek Smuglewicz von seinem Schüler Józef Peszka.

Franciszek Smuglewicz lit. Pranciškus Smuglevičius (* 6. Oktober 1745 in Warschau, Polen-Litauen; † 18. September 1807 in Vilnius) war ein polnisch-litauischer Maler und Zeichner.

## Leben
Franciszek Smuglewicz stammte aus einer Künstlerfamilie, sein Vater war der Maler Łukasz Smuglewicz, sein Bruder Antoni war ebenfalls Künstler. Sein erster Lehrer war sein Vater, später studierte er bei Szymon Czechowicz. 1763 ging er nach Rom, um bei Antonio Maroni zu studieren und ab 1765 dank einem Stipendium des polnischen Königs, Stanislaus II. August Poniatowski, an der Accademia di San Luca.
1784 kehrte er nach Polen zurück und wurde Kunstprofessor zunächst in Warschau, später in Vilnius. 1800 nahm er eine Einladung von Zar Paul I. nach St. Petersburg an, wo er die künstlerische Gestaltung des Michailowski-Palastes (rus.: Михайловский замок) übernahm.
Smuglewicz malte hauptsächlich historische und religiöse Szenen sowie Porträts. Die Zeichnungen und Lithografien in der Historia narodu polskiego (deutsch: Geschichte der Polnischen Nation) von Adam Naruszewicz stammten auch von ihm.
Seine Schüler waren u. a. Józef Oleszkiewicz, Józef Peszka, Maciej Topolski und Mateusz Tokarski.
Smuglewicz starb am 18. September 1807 und wurde in Vilnius auf Rasų kapinės beigesetzt.